# Милена Деполо
Милена Деполо (Београд, 18. јул 1981) српски је драматург и сценариста.

## Биографија
Дипломирала је драматургију на Факултету драмских уметности.
Ради је као драматург позоришта Бошко Буха.
У сарадњи са Бобаном Скерлићем написала је комад Трпеле, изведен 2021, који је заснован на исповестима жена које су прошле кроз насилан однос са партнерима.
Добитница је награде Јосип Кулунџић на Факултету драмских уметности 2004. године као и награде Филмског центра Србије, на конкурсу за развој сценарија, 2006. године.
Говори енглески и француски језик.
Мајка је једног детета.

## Дела

### Театрографија
- Дантонова смрт, драматург, у режији Даријана Михајловића, Белеф, 2002. године[1]
- Карактери, Градско позориште, Подгорица, у режији Даријана Михајловића, 2003. године[1]
- Карма Кома, Дадов, у режији Станислава Копривица, 2004. године[1]
- Еасy Монеy, део омнибуса „11. септембер“ у оквиру Пилотпројекта за младе српске и норвешке писце, режија: Хане Томта, Народно позориште, Осло, 2003. године[1]
- Бразил[1]
- Оливер Твист, драматург, 22.10.2018, Београд, Позориште 'Бошко Буха', 2018.[6]
- Све несрећне породице личе на срећне породице, 2021.[7]
- Хајди, 2021.[8]
- (Ауто)цензурисано![5]
- ЛАГУМ, 20.06.1995, Београд, Атеље 212[1][9]
- Два витеза из Вероне, 12.05.2002, Београд, Позориште 'Бошко Буха'[1][9]
- Два витеза из Вероне, 17.03.2006, Београд, Позориште 'Бошко Буха'[9]
- Мандрагола, 08.02.2007, Београд, Позориште 'Бошко Буха'[9]
- Аладинова чаробна лампа, 10.12.2007, Београд, Позориште 'Бошко Буха'[9]
- Деда Мразов бајкодром, 15.12.2007, Београд, Позориште 'Бошко Буха'[9]
- Инстант сексуално васпитање, 16.03.2008, Београд, Позориште 'Бошко Буха'[9]
- Мајстор и Маргарита, 09.10.2008, Београд, Звездара театар[9]
- Плава птица, 26.11.2008, Београд, Позориште 'Бошко Буха'[9]
- Ко је Лорет?, 27.03.2009, Београд, Мало позориште 'Душко Радовић'[9]
- Срећни сат, 16.12.2009, Београд, Позориште 'Бошко Буха'[9]
- Игра у тами, 20.02.2010, Београд, Позориште 'Бошко Буха'[9]
- Плави зец, 14.03.2010, Београд, Позориште 'Бошко Буха'[9]
- Харолд и Мод, 06.06.2010, Београд, Београдско драмско позориште[9]
- Школа рокенрола, 05.11.2011, Београд, Позориште 'Бошко Буха'[9]
- Цврчак и мрав, 12.12.2011, Београд, Позориште Лутака 'Пинокио'[9]
- Новогодишња песмарица, 17.12.2011, Београд, Позориште 'Бошко Буха'[9]
- Последњи змај, 11.04.2012, Београд, Позориште 'Бошко Буха'[9]
- Царев заточник, 11.11.2012, Београд, Позориште 'Бошко Буха'[9]
- Нова нова година, 22.12.2012, Београд, Позориште 'Бошко Буха'[9]
- Велики доброћудни џин, 30.04.2013, Зрењанин, Народно позориште 'Тоша Јовановић'[9]
- Три чекића (о српу да и не говоримо), 25.05.2013, Београд, Позориште 'Бошко Буха'[9]
- Трпеле, 13.10.2013, Београд, Београдско драмско позориште[9]
- У страху су велике очи, 15.03.2014, Београд, Позориште 'Бошко Буха'[9]
- Сан летње ноћи, 05.11.2014, Београд, Позориште 'Бошко Буха'[9]
- Магареће године, 23.11.2014, Београд, Позориште 'Бошко Буха'[9]
- Зец, корњача и компанија, 19.02.2015, Зрењанин, Народно позориште 'Тоша Јовановић'[9]
- Мајстори, мајстори, 02.04.2015, Београд, Позориште 'Бошко Буха'[9]
- Црвенкапа, 27.04.2015, Београд, Позориште 'Бошко Буха'[9]
- Краљ комедије, 12.09.2015, Београд, Позориште 'Бошко Буха'[9]
- Чаробњак из Оза, 09.11.2015, Београд, Позориште 'Бошко Буха'[9]
- Циркус Марио и Нета, 25.03.2016, Београд, Мало позориште 'Душко Радовић'[9]
- Врла нова 2061, 06.04.2016, Суботица, Народно позориште[9]
- Дан одлуке, 28.10.2016, Београд, Позориште 'Бошко Буха'[9]
- Аладинова чаробна лампа, 25.02.2017, Београд, Позориште 'Бошко Буха'[9]
- Успавана лепотица, 20.05.2017, Београд, Позориште 'Бошко Буха'[9]
- Питам се, питам, колико сам битан, 01.04.2018, Београд, Позориште 'Бошко Буха'[9][10]
- Дон Кихоте од Манче, 29.04.2018, Нови Сад, Позориште младих[9]
- Поштени провалник, 17.10.2018, Београд, Позориште 'Бошко Буха'[9]
- Коњић Грбоњић, 13.10.2019, Београд, Позориште 'Бошко Буха'[9]
- Немушти језик, 14.12.2019, Београд, Позориште 'Бошко Буха'[9]
- Палчица[9]

### Сценаристика
- Радио Милева, од 2022, 16 епизода
- Авионџије, 2021
- Три мушкарца и тетка, 2021, 9 епизода
- Бисер Бојане, 2019, 8 епизода
- Моја Генерација З, 2019, 33 епизоде
- Истине и лажи, 2018, 112 епизоде
- Сумњица лица, 2017, 8 епизода
- Једне летње ноћи, 2015, 2 епизоде
- Самац у браку, 2014, 9 епизоде
- Отворена врата 2, 2014, 1 епизода
- Идоли, 2014.
- Кад љубав закасни, 2014.
- Тест, ТВ филм, 2014.
- Оно као љубав, 2009, 2 епизоде
- Подијум, 2002.